# Coniolariella hispanica
Coniolariella hispanica är en svampart som beskrevs av Checa, Arenal & J.D. Rogers 2008. Coniolariella hispanica ingår i släktet Coniolariella och familjen kolkärnsvampar.   Inga underarter finns listade i Catalogue of Life.